# Pennywise (gruppo musicale)
I Pennywise sono un gruppo hardcore punk statunitense formatosi nel 1988 ad Hermosa Beach, California, composto originariamente dal chitarrista Fletcher Dragge, il bassista Jason Thirsk, il cantante Jim Lindberg ed il batterista Byron McMackin. Dopo la morte di Jason Thirsk nel 1996, il gruppo ha continuato a suonare con Randy Bradbury, che già aveva collaborato in passato con il gruppo. Nel 2009, anno in cui Lindberg ha lasciato la band per poi l'anno dopo formare i The Black Pacific, alla voce è stato ingaggiato Zoli Téglás degli Ignite. Nel 2012 Jim Lindberg è tornato nuovamente alla voce.
Il nome del gruppo deriva dal clown malvagio Pennywise, protagonista del romanzo It di Stephen King, pubblicato due anni prima della nascita del gruppo.
A partire dall'omonimo album di debutto del 1991, hanno pubblicato un disco ogni due anni fino al 2005, sempre con la Epitaph Records, con la quale è stata realizzata buona parte della discografia, composta da 10 album di studio, un album live, 2 EP ed un DVD. Nel 2012 è uscito All or Nothing, primo e unico album con Zoli Teglas alla voce. Dopo il ritorno di Jim Lindberg alla voce, i Pennywise hanno pubblicato due album: Yesterdays, nel 2014, e Never Gonna Die nel 2018. Nonostante abbiano avuto un discreto successo negli ambienti skate e snow, il gruppo non ha avuto lo stesso successo commerciale di altri gruppi della stessa scena, anche se Unknown Road, loro seconda pubblicazione, ha venduto circa 200 000 copie.

## Storia

### Gli inizi ed il successo

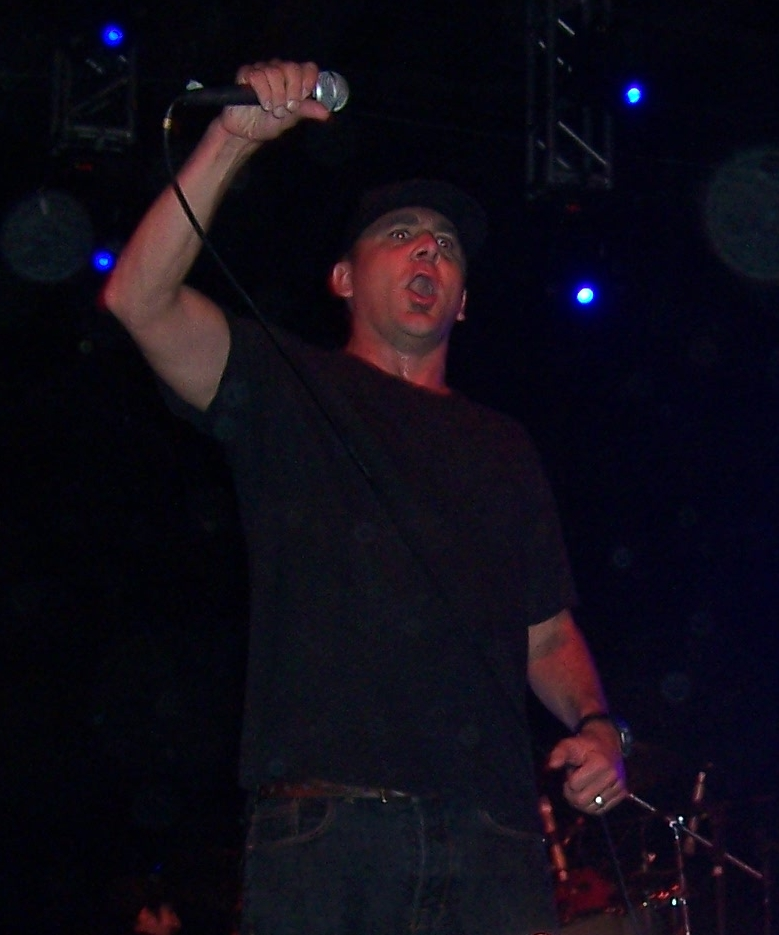
Jim Lindberg in concerto.

Tutti e quattro i componenti hanno frequentato l'high school di Hermosa Beach, in California, cittadina dove il gruppo stabilisce la sua base ed affronta le prime esperienze musicali sull'onda dei concittadini Black Flag, Descendents e Circle Jerks. Agli inizi del 1989 il gruppo registra, al Radio Tokyo di Venice, in California, sei pezzi, cinque dei quali vengono pubblicati dalla label locale [Theologian Records lo stesso anno sotto forma di un EP intitolato A Word from the Wise. Verso la fine del 1989 i Pennywise registrano al Moore Sound di Hermosa Beach altri due pezzi, ed iniziano a fare i primi concerti, guadagnandosi presto l'etichetta di feroce live-band. Il DJ di un college nelle vicinanze passa il loro disco a Brett Gurewitz, chitarrista dei Bad Religion e proprietario dell'etichetta indipendente Epitaph, che concede alla band un contratto nel 1990: è così che la band registra al West Beach Recorders di Hollywood, in California (studio di proprietà di Gurewitz e Donnell Cameron), l'omonimo album, che esce nell'ottobre del 1991, al quale segue il primo tour nazionale. Il disco, specie nel cantato di Lindberg, è fortemente influenzato dai Bad Religion ed in particolare dal cantante Greg Graffin, nonostante i testi, caratterizzati da un entusiasmo adolescenziale, si scostino dall'impegno politico e dal cinismo degli album successivi. Il primo singolo pubblicato, Homesick, rappresenta un appello al governo statunitense perché aiuti i bisognosi americani piuttosto che utilizzare la spesa pubblica oltremare.
Sei mesi dopo la pubblicazione dell'album Jim Lindberg abbandona il gruppo, per mancanza di motivazioni e di certezze. Jason Thirsk lo sostituisce alla voce, mentre al basso passa il suo maestro di basso Randy Bradbury. Durante il 1992 è invece Dave Quackenbush dei The Vandals a sostituire Lindberg alla voce, con Thirsk nuovamente al basso. Dopo l'addio di Jim, la Theologian pubblica l'EP Wildcard, che includeva il brano registrato a inizio 1989 e non inserito in A Word From the Wise e due pezzi registrati a fine 1989, pubblicato ancora con Jim Linberg alla voce. Nel 1992 i due EP vengono pubblicati in un unico CD, con il nome Wildcard/A Word from the Wise. La raccolta evidenzia forti influenze nella voce di Kevin Seconds dei 7 Seconds e, in alcune tracce, anche del funk rock dei Red Hot Chili Peppers. Alla fine del disco è inoltre presente una reinterpretazione di Stand by Me, rielaborata in chiave punk e molto velocizzata rispetto all'originale di Ben E. King. Nel frattempo Jim Lindberg si è sposato e verso la fine dello stesso anno decide di riunirsi al gruppo, sostituendo Dave Quackenbush,  mentre questo si appresta a registrare Unknown Road con Jason Matthew Thirsk alla voce. Lindberg torna così al ruolo di cantante, facendo riprendere a Matthew Thirsk il basso, sostituendo così il provvisorio Bradbury (che suona comunque il basso in alcuni pezzi). L'album esce per la Epitaph nel 1993 e grazie ai continui tour e le numerose apparizioni in video di skate e snowboard del gruppo, raggiunge presto il risultato di 200 000 copie vendute, diventando uno dei classici del gruppo, assieme al disco eponimo. Unknow Road presenta maggiori sperimentazioni, specie nei riff di chitarra, mentre i testi
(Jack Rabid. Pennywise. Trouser Press)
 Grazie alle vendite del disco, nella California meridionale la formazione inizia ad ottenere sempre maggiore successo, arrivando a riempire stadi con oltre 14 000 spettatori.

### About Timee la morte di Jason Thirsk
Tra il 1994 ed il 1996 le loro canzoni vengono incluse in varie compilation punk, comparendo accanto a gruppi come NOFX, Rancid e Ramones: nel 1994 Dying to Know su Punk-O-Rama Vol. 1, prima delle apparizioni sulle raccolte della Epitaph (i Pennywise sono gli unici artisti, assieme ai Rancid, ad essere presente in tutte le Punk-O-Rama) Slowdown in Punk Sucks, Tomorrow, Don't Feel Nothing e Gimmie Gimmie Gimmie in Soul Arch: The Theologian Compilation, Don't Care/Live Fast, Die Young in Bored Generation, Surfin' U.S.A. (cover di Chuck Berry) sul primo volume della serie Music for Our Mother Ocean ed I Get Around sul secondo, Perfect People in Punk-O-Rama Vol. 2, Same Old Story in Skaters Have More Fun, Vol. 1 (pubblicato in occasione dei campionati mondiali di skateboard del 1996 a Münster, in Germania). Arrivano così ad essere corteggiati da varie major discografiche, per ricalcare i recenti ed inaspettati successi di gruppi punk come i Green Day e gli Offspring: il gruppo non vuole neppure avere dei colloqui con le etichette, decidendo perciò di restare fedele alla Epitaph e di registrare sotto questa label agli inizi del 1995 al Total Access Studios di Redondo Beach, California, About Time, che esce sempre nel 1995. L'album non presenta modifiche sul piano stilistico rispetto al precedente Unknow Road, ma è evidenziato un maggiore spessore compositivo, che si sviluppa in sonorità maggiormente influenzate dal metal nelle linee di basso e di chitarra e nel cantato di Lindberg che, come in quello contemporaneo di Dexter Holland nei The Offspring, ha forti reminiscenza del pop metal.

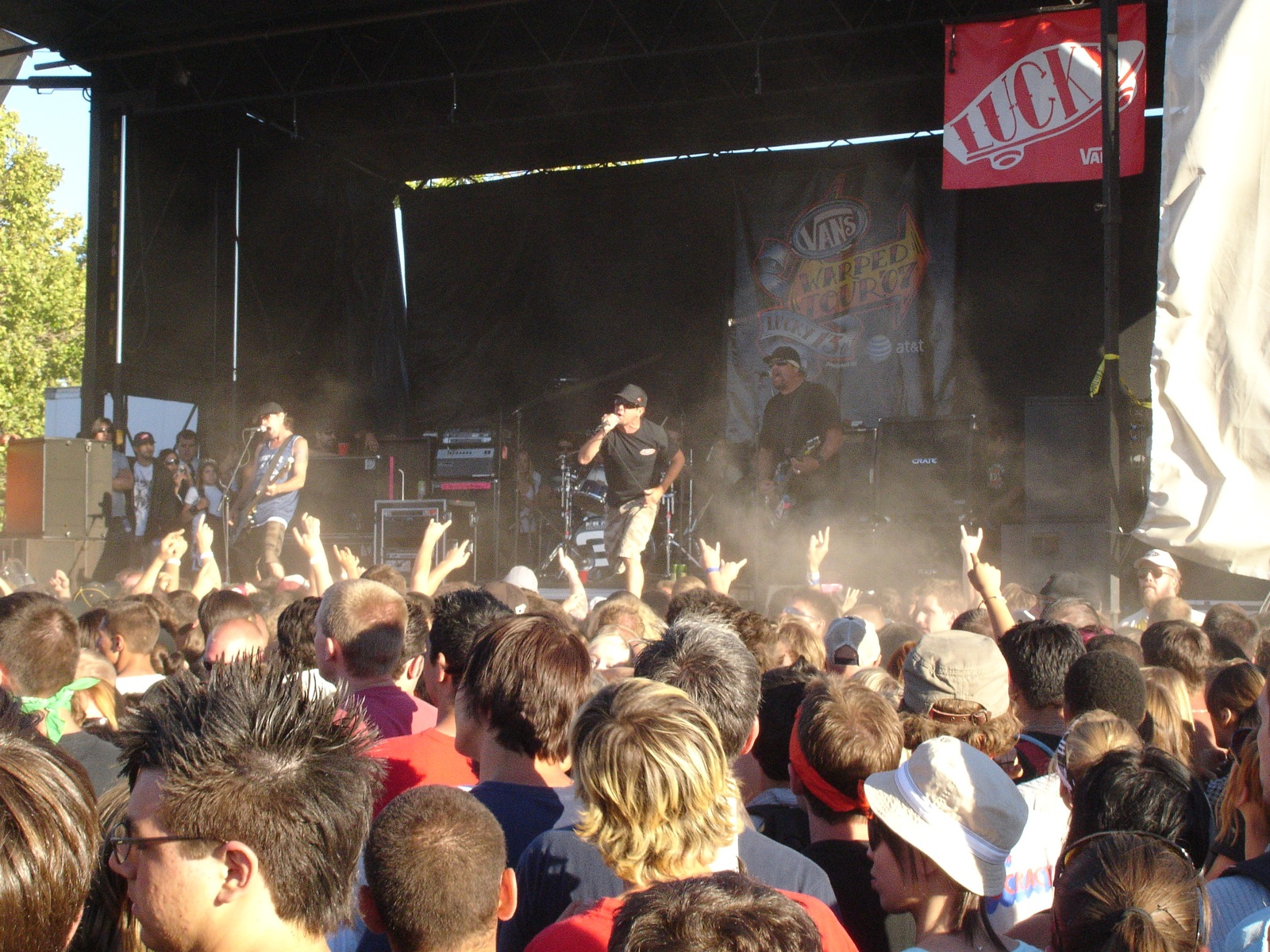
I Pennywise al Vans Warped Tour 2007.

Sempre nel 1995 la band rifiuta di partecipare al festival Lollapalooza, in quanto il prezzo del biglietto è troppo elevato. Nel 1996 la band fa da headliner, assieme ai NOFX, al Vans Warped Tour annuale mentre in estate, quando la band è pronta per registrare un nuovo album, Jason Matthew Thirsk decide di prendersi un periodo di pausa per contrastare il suo crescente alcolismo.
Lo sostituisce nuovamente Randy Bradbury al basso, che al rientro di Jason sarebbe passato alla seconda chitarra: ma Jason, il 29 luglio del 1996, mentre il resto del gruppo era impegnato in un tour, si ubriaca ad una festa, si spoglia e accidentalmente si spara un colpo alla pancia. La stampa parla di suicidio ma i suoi amici e componenti della band, che conoscevano bene Jason assicurano che lui non si sarebbe mai suicidato. A rafforzare la loro teoria ci sono anche i referti dell'autopsia e i rilevamenti fatti dalla scientifica i quali, visto l'angolo d'entrata del proiettile e l'eccessivo tasso alcolico del ragazzo ipotizzano il colpo accidentale e non un suicidio come riferito dai giornali.
Poco tempo dopo comparirà su una rivista la foto del cadavere di Thirsk riverso a terra con lo stomaco pieno di sangue e la pistola al suo fianco. Nonostante le continue battaglie legali la band e i familiari non sono riusciti ad evitare che la foto si diffondesse su internet, dove ancora oggi è visibile su alcuni siti.

### L'arrivo di Bradbury ed i primi anni 2000

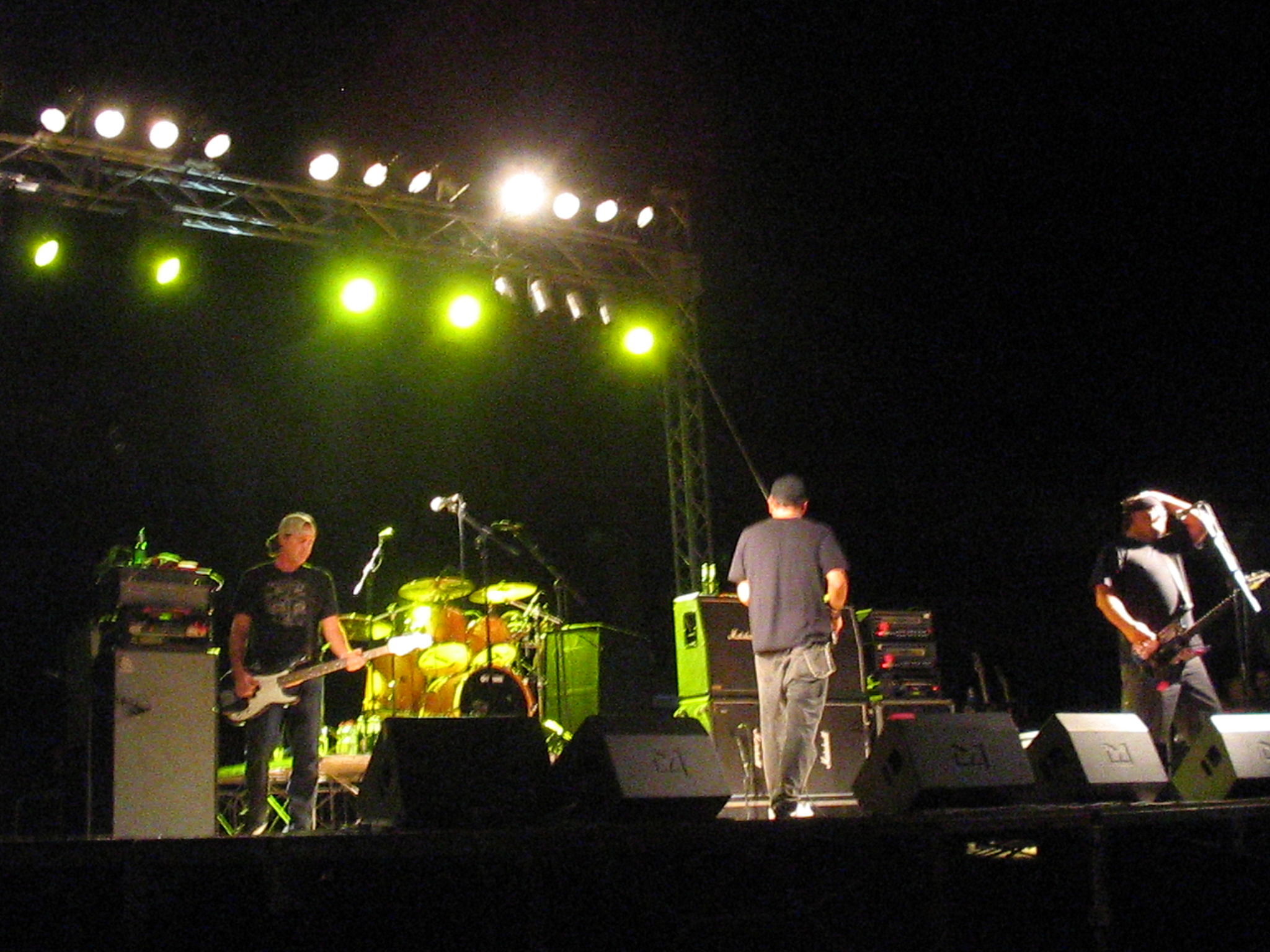
Il gruppo in concerto nel 2008 a Cagliari.

Nonostante lo sgomento, la band decide di proseguire con Randy Bradbury al basso e registra ancora al Total Access un nuovo album, al quale partecipa, suonando in qualche brano la batteria, anche Justin Thirsk, fratello di Jason e membro della punk band 98 Mute. L'album, Full Circle, viene pubblicato nell'aprile del 1997 sempre per la Epitaph, ed è dedicato allo scomparso Jason il quale tra l'altro aveva scritto parte delle canzoni presenti nello stesso e aveva già iniziato a registrare parte dei cori. A chiudere l'album ritroviamo Bro Hymn (letteralmente "inno del fratello") canzone che Jason scrisse per tre amici morti in un incidente stradale. La band riregistra l'inno sostituendo al posto dei nomi dei tre ragazzi il nome per intero dell'amico morto. Dopo alcuni minuti di pausa dopo la canzone c'è, come traccia nascosta, l'arrangiamento di pianoforte che Jason registrò per Unknown Road. In omaggio all'amico morto la band ha da inserito le iniziali JMT su ogni strumento da loro utilizzato nei live. A dispetto del cambio di bassista, lo stile non presenta modifiche sostanziali con le pubblicazioni con Thirsk, con sonorità influenzate dai The Muffs di Happy Birthday to Me e testi incentrati sulla morte e la ribellione
I Pennywise collaborano nel frattempo a molte altre compilation, tra le quali anche Punk-O-Rama Vol. 3 e 4. Sempre nel 1997 collaborano alla colonna sonora di God Money e pubblicano Astro Zombies, su Violent World: A Tribute to the Misfits, album di tributo alla band di Jerry Only. Successivamente suonano così nuovamente da headliner con Social Distortion ed Helmet al Warped Tour dello stesso anno ed in seguito registrano allo studio Stall numero 2 di Redondo Beach Straight Ahead, che esce nel giugno del 1999 per la Epitaph. Il disco è fortemente anti-autoritario nei testi, seppur con tratti speranzosi non comuni nei brani del gruppo californiano, mischiati in un rock duro e veloce. Il primo singolo estratto dall'album, Alien è notevolmente differente dalle altre tracce dell'album, è infatti maggiormente sperimentale e seria, rispetto alle solite velocità del gruppo. Come spiegato dallo stesso Lindberg, infatti,
(Intervista di Carrie Bell a Jim Lindberg, «Billboard»)
La canzone, seppur inizialmente non prevista per essere pubblicata e scritta da Lindberg pensando alla morte di Thirsk, grazie all'insistenza degli altri componenti viene inclusa nell'album e poi pubblicata come singolo, raggiungendo la 36ª posizione della Alternative Airplay stilata da Billboard.

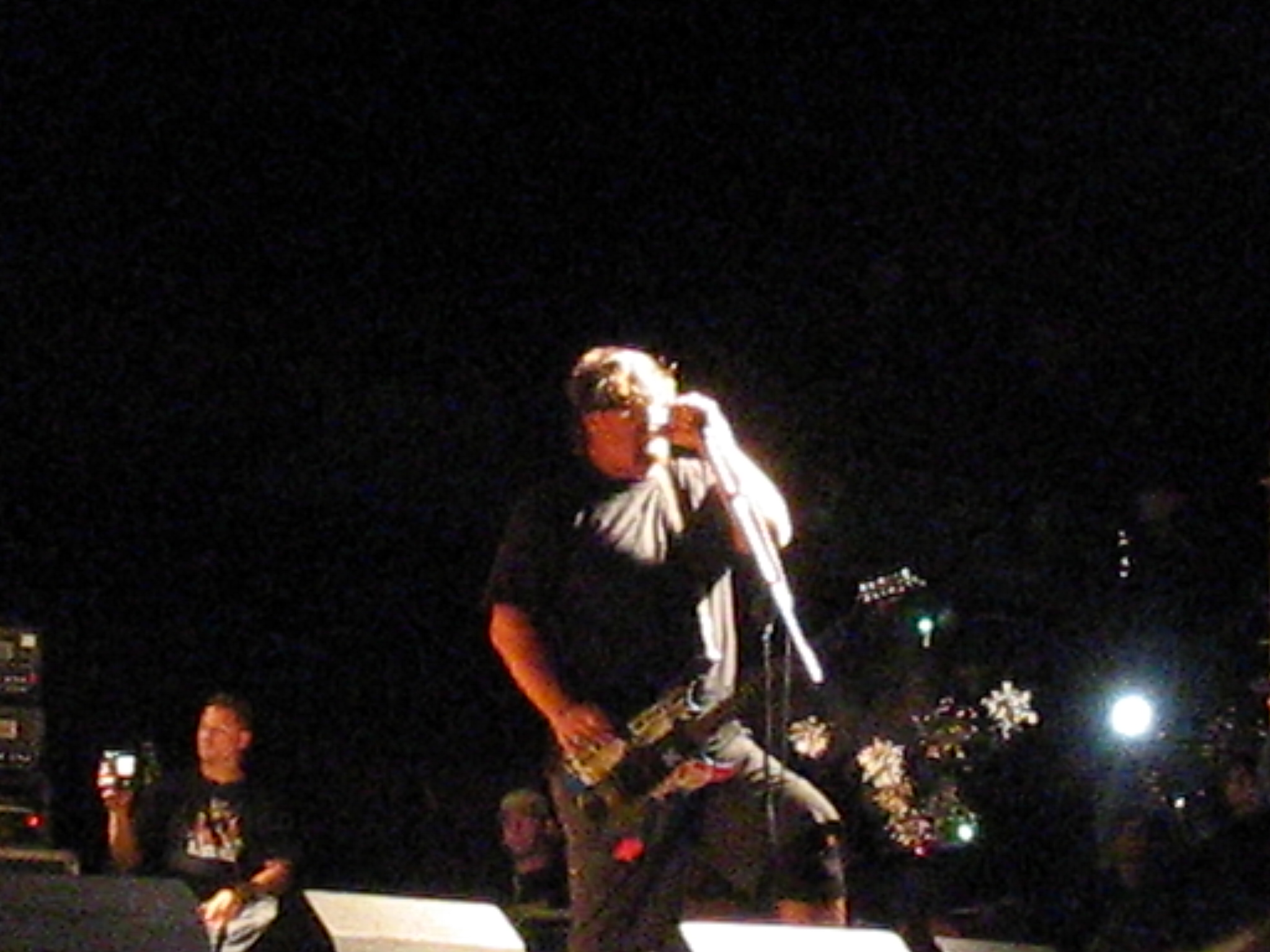
Fletcher Dragge nel 2008.

Nel 1998 partecipano all'album Their System Doesn't Work for You degli Anti-Flag. Il 21 gennaio 2000 il gruppo suona al Memorial Sports Arena di Los Angeles con un tutto esaurito, facendo della serata uno dei maggiori concerti di tutti i tempi della scena punk californiana. Nell'ottobre dello stesso anno viene pubblicato, sempre dalla Epitaph Records, il primo album dal vivo del gruppo, Live @ the Key Club, registrato al Key Club di Hollywood, in California. Tutte le tracce del disco, e del concerto da cui è tratto, sono state scelte dai fan attraverso il sito ufficiale del gruppo.
Dopo aver partecipato ad altre compilation, tra le quali Punk-O-Rama Vol. 5 e 6, oltre che alle colonne sonore di Loose Change e That Darn Punk tra il 2000 e l'anno successivo, nel giugno del 2001 esce, ancora per la label di Gurewitz, un nuovo album, Land of the Free?, seguito nel 2003 da From the Ashes. Considerato tutt'altro che memorabile rispetto agli album precedenti, musicalmente quest'album si caratterizza per forti influenze dei Dead Kennedys e degli Unwritten Law, oltre che, nel cantato, degli Hüsker Dü. Dopo gli attentati dell'11 settembre 2001, molte stazioni radiofoniche decidono di togliere dalle programmazioni Fuck Authority, singolo estratto dall'album. Ciononostante, il brano ha successo, tanto da raggiungere la 38ª posizione Alternative Airplay, trascinando l'album alla seconda posizione della classifica Top Independent e la 67^ della Billboard 200. Prima di quest'ultimo album, Who's on Your Side è inclusa nella colonna sonora del videogioco Tony Hawk's Pro Skater 3 nel 2001, mentre nel 2002 è presente in quella di ESPN's Ultimate X: The Motion Picture. Nello stesso anno, The World appare in Punk-O-Rama Vol. 7.
Home Movies, l'unico video dei Pennywise, viene ripubblicato su DVD per la prima volta nel 2004. Il video era stato originariamente pubblicato in VHS nel 1995 e ritirato dal commercio nel 1997. Sempre nel 2004 partecipa alla prima edizione di Rock Against Bush, pubblicando God Save the USA nella compilation della Fat Wreck Chords contro l'ex Presidente degli Stati Uniti d'America, George W. Bush, il quale viene definito "The Bad President".

### DaThe FuseaReason to Believe

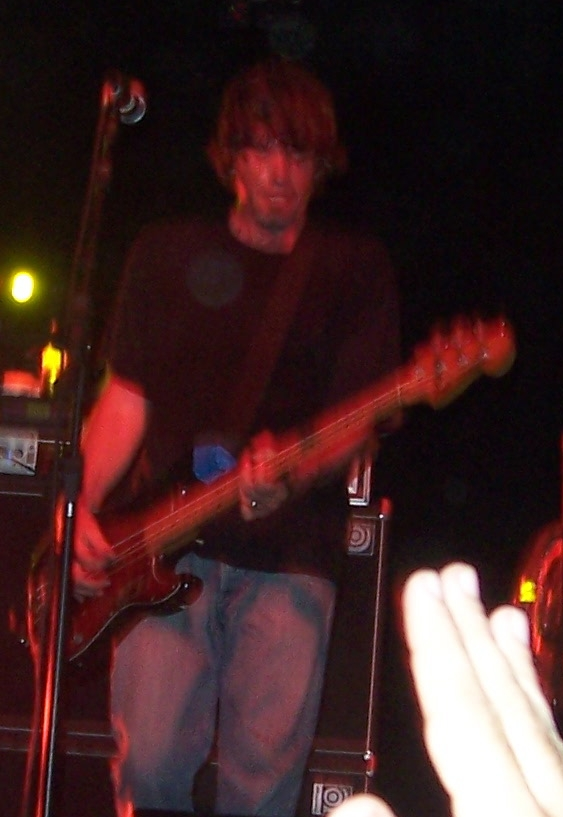
Il nuovo bassista Randy Bradbury in concerto con la band nel 2007.

L'ottavo album del gruppo, The Fuse, viene pubblicato in Europa il 27 giugno ed in Nord America il 9 agosto 2005. The Fuse non si discosta dalle precedenti pubblicazioni, pur con un cantato di Lindberg maggiormente rauca e con sonorità di power chord che, seppur sullo stile solito, sono suonati con maggior potenza. Il tour promozionale in Australia viene cancellato a causa di indiscrezioni sullo scioglimento della band, poi negate da Lindberg. Lo stesso anno, vengono pubblicate le versioni rimasterizzate digitalmente dei primi quattro album di studio. I Pennywise partecipano anche all'album di tributo per i Sublime, Look at All the Love We Found: A Tribute to Sublime con la canzone Same in the End, mentre l'anno successivo il cantante Jim Lindberg partecipa alla creazione di un album di cover dei Ramones per bambini, Brats on the Beat, suonando la canzone Blitzkrieg Bop.
Data la costanza dei Pennywise nel pubblicare un album ogni due anni, molti fan attendevano il loro nono disco di studio per il 2007. In un'intervista nell'ottobre 2006, il chitarrista Fletcher Dragge ha dichiarato che il gruppo ha già lavorato sulle canzoni che sarebbero poi apparse sul nuovo CD, programmato per il 2007. Durante l'anno invece la band si è "limitata" a pubblicare una canzone dei Sick of It All, My Life, per l'album di tributo al gruppo, Our Impact Will Be Felt, ed a partecipare all'edizione annuale del Vans Warped Tour, che li ha tenuti impegnati per oltre due mesi, portando l'uscita dell'album successivo ad uno slittamento.
Infatti, il 25 marzo 2008 dopo un'attesa di tre anni è uscito il nuovo disco in studio del gruppo, dal titolo Reason to Believe, disponibile nel classico formato CD, negli Stati Uniti attraverso la MySpace Records ed in Europa con la Epitaph Records, e scaricabile gratuitamente dal loro MySpace grazie a Textango. Anche quest'album non si discosta dai precedenti, dimostrando, per alcuni, segni di stanchezza e mancanza di ispirazione. I temi dei testi affrontano il culto della celebrità, la religione, l'apatia e la politica, spesso con un cinismo inedito per il gruppo. Dall'album è stato estratto il singolo The Western World, pubblicato il 20 febbraio, che ha raggiunto la 22ª posizione della Billboard Modern Rock, seguito da Die for You, il quale è attualmente disponibile gratis per il download in formato MP3 160 Kbit/s.

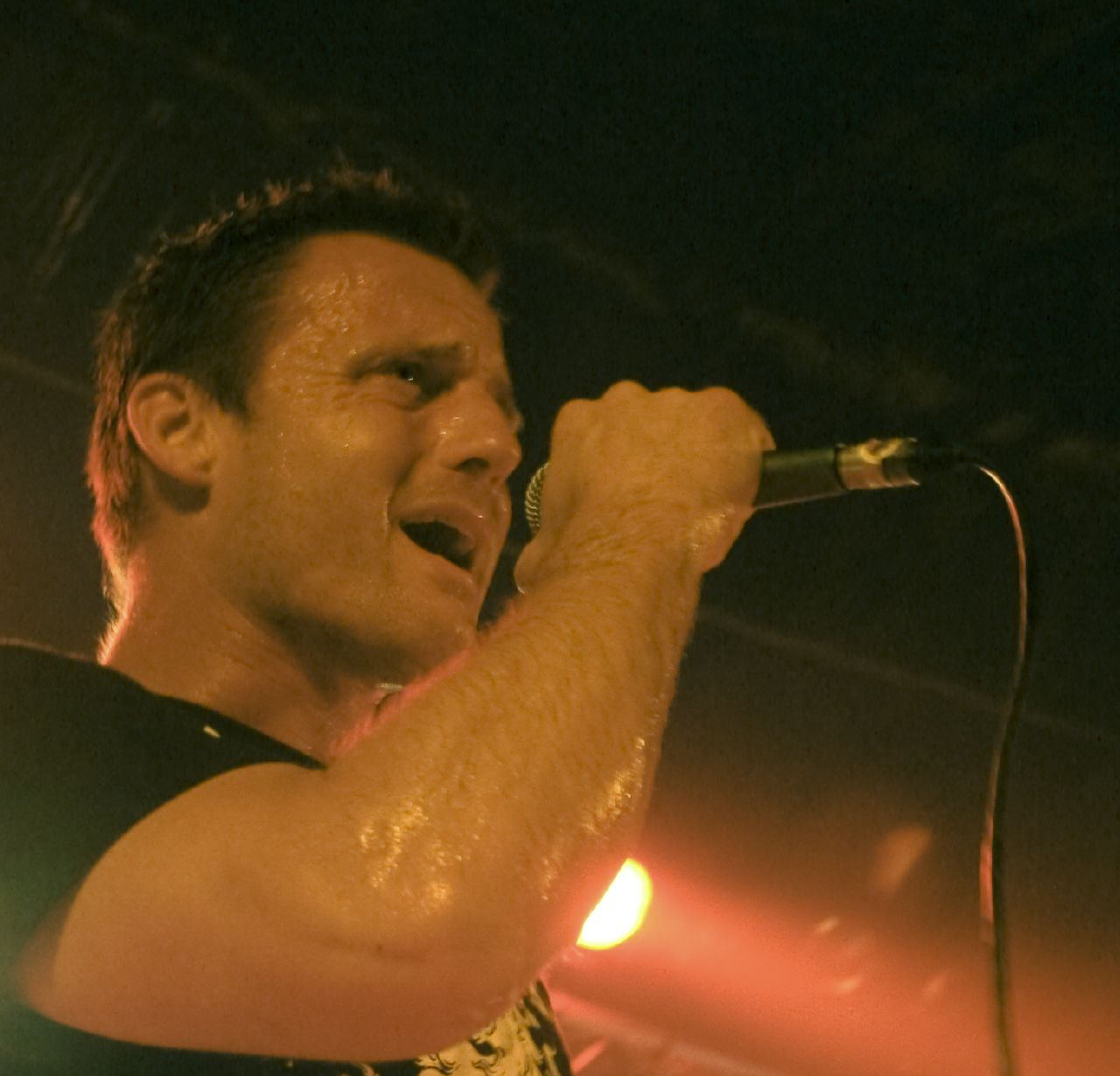
Il nuovo cantante Zoli Téglás.

### Il cambio alla voce, il decimo album studio
Nella primavera del 2009 i Pennywise si esibiscono come headliner, assieme ai Pepper, nel Jägermeister Music Tour, festival che li ha visti impegnati dal 13 aprile, prima data del tour a Seattle, fino alla fine di maggio. Come dichiarato dal bassista Bradbury in un'intervista al Michigal Local News, la formazione di Hermosa ha cominciato a scrivere canzoni per un nuovo album, ma non hanno ancora pianificato registrazioni in studio.
Il 21 agosto 2009 viene resa nota la decisione del cantante Jim Lindberg di lasciare il gruppo, il quale comunque ha intenzione di continuare a suonare trovando una nuova voce.
Il 2 settembre la band ha annunciato che in attesa di trovare un sostituto Zoli Téglás degli Ignite sarà momentaneamente il cantante della band. Il 16 febbraio 2010, Téglás è annunciato come cantante stabile del gruppo.
Jim ha successivamente spiegato tramite un'intervista a Punknews.org che ha lasciato i Pennywise a causa di alcuni conflitti con gli altri membri del complesso.
Nel marzo del 2012 la band ha annunciato che il decimo album studio si chiamerà All or Nothing. L'album è stato poi pubblicato il 1º maggio.

### Il ritorno di Lindberg
Il 29 ottobre 2012 sulle frequenze di KROQ insieme a Fletcher Dragge annuncia che è ufficialmente tornato in gruppo con i Pennywise. I Pennywise annunciano anche che torneranno sul palco il 18 gennaio al Palladium di Hollywood per festeggiare i 25 anni dalla fondazione del gruppo. Nel 2014 pubblicano il primo album dopo il ritorno di Jim Lindberg alla voce: Yesterdays, uscito il 15 luglio 2014, è una raccolta di brani mai inclusi in album precedenti, più una re-registrazione delle canzoni "No Way Out" e "Slowdown". Una traccia nascosta include inoltre una versione originale dei brani eseguita durante le prove con Thirsk al basso.
Il 6 marzo 2018, con la pubblicazione del brano "Never Gonna Die" sul canale YouTube della Epitaph Records, i Pennywise annunciano l'uscita dell'omonimo nuovo album, dodicesimo in studio, e pubblicato il 20 aprile 2018.

## Stile ed influenze

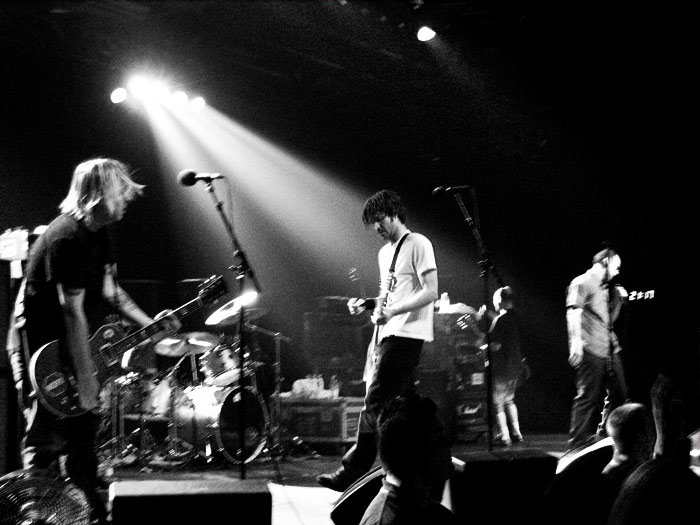
I Bad Religion a Stoccolma nel 2004.

I Pennywise sono considerati un gruppo chiave per l'ondata punk revival degli anni novanta. Le loro sonorità riprendono, partendo da un sound hardcore punk, lo stile skate punk ed il funk metal, e sono caratterizzate da una grande rapidità di esecuzione e di stacchi, oltre che dalla positività di molti testi, spesso molto politicizzati. Fortemente influenzata dai conterranei Bad Religion, dai Black Flag e dai 7 Seconds, la band ha dato un grande contributo per molti gruppi, tra i quali Simple Plan, Authority Zero e Time Again, così come Cause for Alarm, 752-B, Break the Silence, Slackstring, CPM 22, Kisschasy e The Swellers.

## Discografia

### Album in studio
- 1991 - Pennywise
- 1993 - Unknown Road
- 1995 - About Time
- 1997 - Full Circle
- 1999 - Straight Ahead
- 2001 - Land of the Free?
- 2003 - From the Ashes
- 2005 - The Fuse
- 2008 - Reason to Believe
- 2012 - All or Nothing
- 2014 - Yesterdays
- 2018 - Never Gonna Die

### EP
- 1989 -  A Word from the Wise
- 1989 - Wildcard

### Raccolte
- 1992 - Wildcard/A Word from the Wise

## Videografia
- 1995/2004 - Home Movies

## Formazione

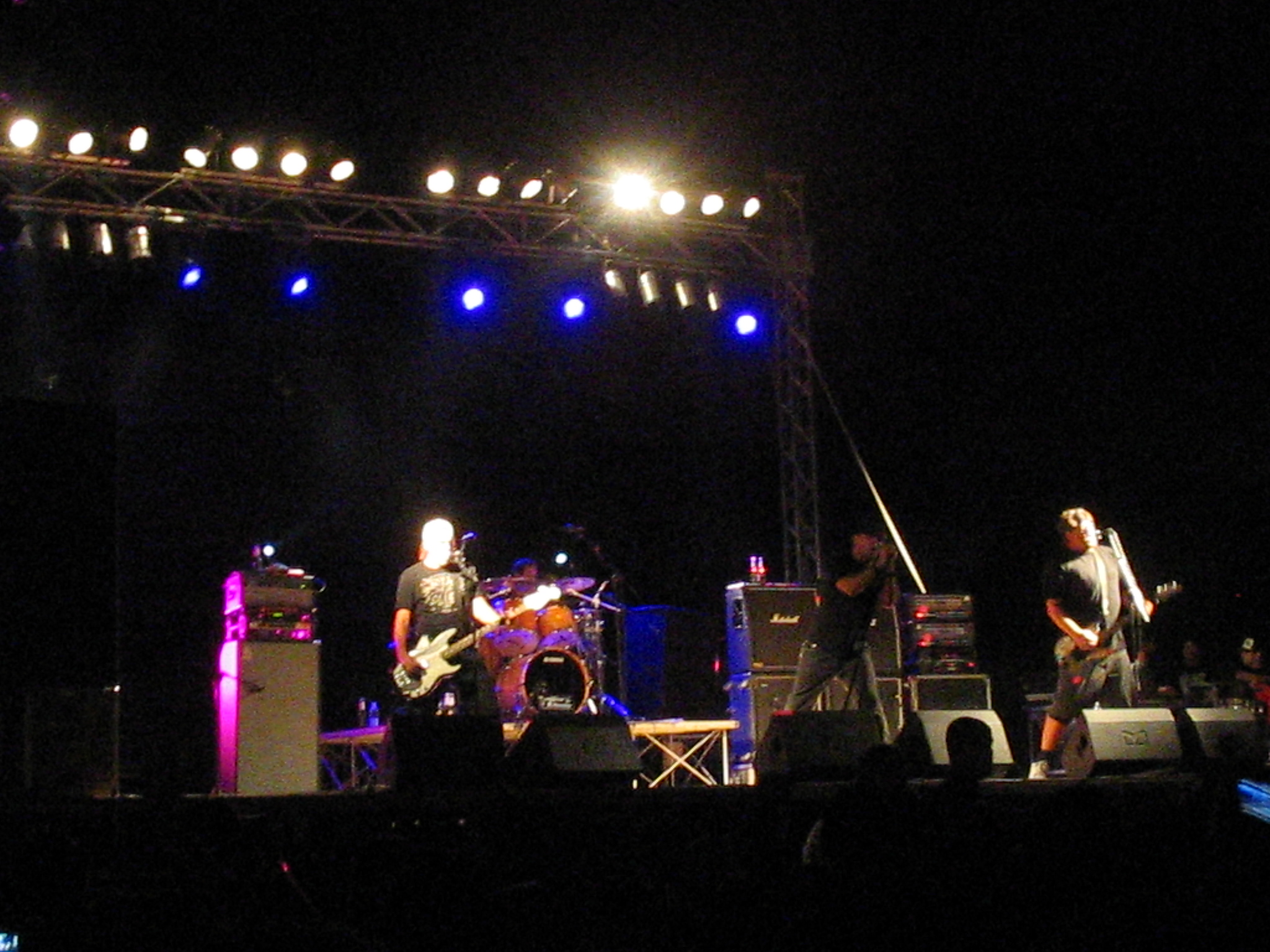
I Pennywise in concerto.

### Formazione attuale
- Fletcher Dragge - chitarra e voce d'accompagnamento
- Randy Bradbury - basso e voce d'accompagnamento (dal 1996)
- Byron McMackin - batteria
- Jim Lindberg - voce (1988-1991 / 1992-2009 / 2012-oggi)

### Ex componenti
- Jason Thirsk - basso e voce d'accompagnamento (1988-1996)
- Dave Quackenbush - voce (1992)
- Justin Thirsk - voce d'accompagnamento, batteria (1997)[73]
- Zoli Téglás - voce (2009-2012)